# 何震 (アナキスト)

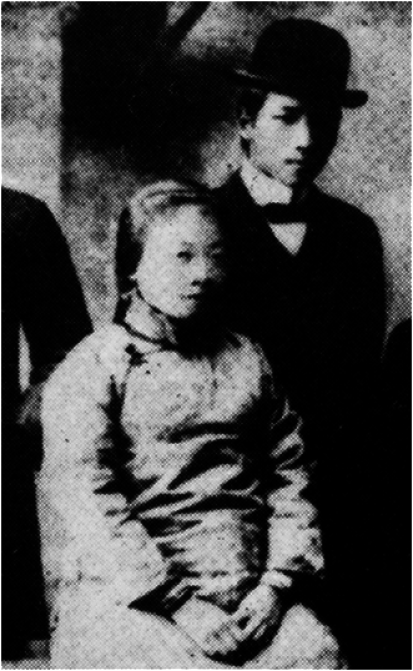
何震

何 震（か しん、拼音: Hé Zhèn、1885年 - ？）は、中国清末の革命家（アナキスト）、フェミニスト。秋瑾と並ぶ中国の女性解放運動の先駆者。
原名は何班。筆名は震述。母方の姓との双姓により何殷震とも名乗った。夫は劉師培。

## 経歴
経歴は不明な点が多い。
1904年、揚州同郷の劉師培と結婚。まもなく劉師培と上海に出て、蔡元培らが創設した女学校愛国女学に入学。上海で西洋の革命思想や暗殺主義、フェミニズムを知り、革命運動に参加する。
1907年春から1908年秋、夫とともに政府の弾圧を逃れ、明治末の東京に移住、幸徳秋水や章炳麟と交流する。1907年6月、東京で「女子復権会」を創設し中心を担う。同会には多くの留日女学生が参加した。機関誌『天義』（天義報）は、夫妻が帰国するまで19期にわたり刊行された。『天義』の主題は当初は女子復権だったが、秋水らの影響のもと、次第にアナキズムに移行した。
帰国後は、夫ととも革命運動から離反し、端方に仲間を密告した（理由は諸説ある）。以後、夫を離反に導いた悪女と評されたり、不倫が噂されたりするなど、不遇の余生を過ごした。1919年、夫が35歳で早逝すると、出家して尼僧になったとも、発狂死したとも言われる。

## 著作・思想
論説の多くは『天義』誌に掲載されている。『女子復仇論』では、儒教は女性に隷従を強いる男尊女卑の教えであるとし、『女誡』の著者班昭を非難した。『女性解放問題』では、当時の女性解放運動の問題点を指摘し、真の解放には無政府共産制が必要であると主張した。
「女子復権会」の会則では、男性社会を破壊するための暴力を肯定した。一方『女子非軍備主義論』では、秋瑾による女性軍事参加論を否定し、杜甫『兵車行』などを引いて戦争の害を説き、軍事自体の撤廃を主張した。
活動初期の1904年には、林宗素宛てに、ソフィア・ペロフスカヤやロラン夫人を讃える漢詩『贈侯官林宗素女士』を、蔡元培らの『警鐘日報』誌に掲載している。

### 日本語訳
- 丸山松幸訳「種族革命と無政府革命の得失を論ず」（劉師培と共著）、『中国古典文学大系 58 清末民国初政治評論集』平凡社、1971年、ISBN 4582312586（原題: 論種族革命与無政府革命之得失）
- 丸山松幸訳「女性解放問題」、西順蔵編『原典中国近代思想史 第3冊』岩波書店、1977年（原題: 女子解放問題）
  - 再録:『新編原典中国近代思想史 第3巻』岩波書店、2010年、ISBN 9784000282239